# Jerónimo de Ocón
Jerónimo de Ocón (? — Perpinyà?, 16 de novembre del 1425) va ser un religiós, bisbe d'Elna, pertanyent a l'orde carmelità.

## Biografia
El seu nom tingué de grafies Jerónimo i Gerónimo. Hom ha apuntat bé un origen aragonès o tal vegada procedència de Pamplona. Estudià a Roma i a Bolonya, on es titulà en teologia, i possiblement també es formà al convent dels carmelites de Perpinyà. Encara que pertanyent a aquesta darrera orde, sembla que amb una edat de trenta anys es feu monjo de l'abadia benedictina de Subiaco. El 1401 era cambrer de Ripoll. Des del 1398 residí a Avinyó i, entre els anys 1399 i 1412, fou confessor de l'antipapa Benet XIII, una responsabilitat que anteriorment havia estat de sant Vicent Ferrer; també en va ser camarlenc. Fou nomenat abat de l'aragonès monestir de Sant Joan de la Penya el 1404, que feu regir in absentia mitjançant el canonge de Jaca García de la Tienda; Ocón renuncia a l'abadiat el 1415, sense haver fet acta de presència efectiva al monestir. El 23 de maig del 1410 fou nomenat bisbe d'Elna, per bé que fins al 1414 regí la diòcesi en nom seu el prior de Santa Maria de Gualter, Esteve d'Agramunt, potser en qualitat de vicari general. Després que el Papa Luna fos deposat al concili de Constança del 1417, el bisbe es retirà de la seva obediència, i aquell mateix any Ocón formà part de l'ambaixada a Peníscola que li demanà la renúncia.
Esteve d'Agramunt representà el bisbe Ocón al Sínode de Lleida del 1418, convocat pel legat papal Alamanno Adimari per a acabar amb el cisma de l'església de la Corona d'Aragó amb l'església romana. Agramunt, en plena sintonia amb un Ocón que devia la seva mitra a l'antipapa Benet XIII, fou molt crític contra el llegat, i arribà a redactar l'apel·lació contra ell. El bisbe d'Elna també assistí (en persona o per representació) a les Corts dels anys 1412, 1414, 1416, 1419 i 1421, i procuradors seus hi foren Guillem Carbonell (corts del 1412), canonge de Barcelona; García Anzárez y de Añón (corts de 1416, 1419 i 1421), abat de Santa Maria la Reial de Perpinyà i canonge d'Elna; Bartomeu Garriga (corts del 1421), monjo i cambrer de Santa Maria de Ripoll.
Jerónimo de Ocón fou autor d'algunes obres escrites, entre les quals una crònica sobre les experiències viscudes a la cort papal d'Avinyó; encara que desapareguda posteriorment, fragments d'aquesta s'han conservat en cites que en feren altres autors. Reprengué la construcció de la nova església de Sant Joan de Perpinyà, i feu enderrocar la capella de Sant Benet de Sant Joan el Vell de Perpinyà per fer-ne el 1420 una de nova, dedicada igualment al sant, a l'extrem del transsepte nord, a cavall dels dos Sant Joans, Vell i Nou; en morir, i tal com havia disposat, hi fou enterrat. Un escut en pedra, amb l'heràldica del bisbe i obra de Guillem Sagrera, va ser llevat d'aquesta nova capella de Sant Benet quan, al seu torn, va ser enderrocada al segle XVIII; la pedra, potser una clau de volta, hauria anat a raure al Museu Hyacinthe-Rigaud de Perpinyà, però la seva localització present és desconeguda (se'n conserva la fotografia). Durant el seu govern de la diòcesi d'Elna, el 1423 s'acabà de compilar el Llibre d'Or, un cartoral de l'església primitiva de Sant Joan.

## Obres
- Commentaria in libros Maccabaeorum
- Crònica de la cort papal d'Avinyó